# Louise Freeland Jenkins
Pour les articles homonymes, voir Freeland (homonymie) et Jenkins.
Louise Freeland Jenkins, née le 5 juillet 1888 à Fitchburg (Massachusetts) et morte le 9 mai 1970 à New Haven dans l'État du Connecticut, est une astronome américaine qui a déterminé la parallaxe de nombreuses étoiles et a établi et enrichi plusieurs catalogues d'étoiles comme le Bright Star Catalogue.

## Biographie
Née aux États-Unis à Fitchburg dans le Massachusetts en 1888, Louise Freeland Jenkins obtient un baccalauréat (AB) en 1911 au Mount Holyoke College (MHC) situé à South Hadley, puis une maîtrise en astronomie (MA) en 1917 dans le même établissement.
Entre ces deux diplômes, elle a travaillé comme astronome assistante au MHC (de 1911 à 1913) puis comme calculatrice à l'observatoire Allegheny, de 1913 à 1915. De 1915 à 1920, elle est elle-même enseignante en astronomie au MHC.
Entre 1917 et 1920 Louise Freeland Jenkins observe les taches solaires avec le télescope du MHC et publie ses observations dans le magazine scientifique Popular Astronomy. En 1919 elle rejoint l'Association américaine des observateurs d'étoiles variables (AAVSO).
De 1920 à 1932 Louise Freeland Jenkins est missionnaire, elle part au Japon enseigner l'anglais et la Bible au Women's Christian College. Elle poursuit ses activités en astronomie et est réputée pour être la première femme à observer des étoiles variables depuis le Japon. Elle communique les résultats de 164 observations à l'AAVSO entre 1921 et 1923, jusqu'à la destruction de son télescope durant le séisme de Kantō de 1923.
Elle créé un club d'astronomes amateurs permettant à ses membres une visite de l'observatoire de Tokyo une fois par mois.
Elle enseigne dans des lycées et des écoles de filles jusqu'en 1932 avant de retourner aux États-Unis où elle intègre l'équipe scientifique de l'observatoire de l'université Yale et devient rédactrice adjointe de la revue scientifique The Astronomical Journal de 1942 à 1958.
À Yale, Jenkins établit les parallaxes stellaires et publie en 1937 un catalogue de 127 étoiles dont la mesure de la parallaxe révèle qu'elles sont situées jusqu'à une distance de 10 parsecs du Soleil. Avec Frank Schlesinger, directeur de l'observatoire Yale, elle est coautrice de la deuxième édition du General Catalogue of Trigonometric Stellar Parallaxes en 1935 et de la seconde édition du Bright Star Catalogue en 1940. La troisième édition du General Catalogue of Trigonometric Stellar Parallaxes en 1952 est le travail de Jenkins seule.
Elle séjourne de nouveau au Japon en 1957 puis revient travailler à Yale jusqu'en 1968. Louise Freeland Jenkins meurt le 9 mai 1970 à New Haven.

## Hommage
Le cratère lunaire Jenkins est nommé en son honneur.